# رسوال باتلر
رسوال باتلر (انگلیسی: Rasual Butler; ۲۳ مهٔ ۱۹۷۹ – ۳۱ ژانویهٔ ۲۰۱۸) بازیکن بسکتبال اهل ایالات متحده آمریکا بود.
از باشگاه‌هایی که در آن بازی کرده‌است می‌توان به تورنتو رپترز، شیکاگو بولز، لس آنجلس کلیپرز، ایندیانا پیسرز، میامی هیت، و سن آنتونیو اسپرز اشاره کرد.